# محافظة أرخانغاي
محافظة أرخانغاي (بالإنجليزية: Arkhangai Province)‏ هي محافظة في منغوليا، تتبع منغوليا، بلغ عدد سكانها 84٬584 نسمة، في 2011، عاصمتها تستسرليغ، تبلغ مساحتها 55٬314 كيلومتر مربع.

## الموقع
تشترك في الحدود مع:
- محافظة زافخان
- محافظة بولغان
- محافظة بايانخونغور
- محافظة أوفوخاناجي
- محافظة خوفسغول.

## التقسيمات الإدارية
- Battsengel [الإنجليزية]‏
- Bulgan, Arkhangai [الإنجليزية]‏
- Chuluut, Arkhangai [الإنجليزية]‏
- Erdenemandal [الإنجليزية]‏
- Ikh-Tamir [الإنجليزية]‏
- Jargalant, Arkhangai [الإنجليزية]‏
- Khairkhan [الإنجليزية]‏
- Khangai, Arkhangai [الإنجليزية]‏
- Khashaat [الإنجليزية]‏
- Khotont [الإنجليزية]‏
- Ögii nuur, Arkhangai [الإنجليزية]‏
- Ölziit, Arkhangai [الإنجليزية]‏
- Öndör-Ulaan [الإنجليزية]‏
- Tariat [الإنجليزية]‏
- Tüvshrüülekh [الإنجليزية]‏
- Tsakhir [الإنجليزية]‏
- Tsenkher [الإنجليزية]‏
- تستسرليغ
- Tsetserleg, Arkhangai [الإنجليزية]‏.